# Династія Прогонів
Помилка Lua у Модуль:Navbar у рядку 61: Неприпустима назва {{subst:PAGENAME}}.
Прогоні були албанською шляхетською родиною, яка створила першу албанську державу, Князівство Арбанон.

## Історія
Прогон, володар Круї, батько Димітрія Прогоні прийшов до влади у Круї в 1190 році. До 1204 року Арбанон був автономним князівством Візантійської імперії. Мало відомо про архонта Прогона, який правив Круєю та її околицями між 1190 (щонайменше) і 1198 рр. Замок Круї та довколишні землі перейшли у спадок сину Прогона, Джину, а згодом Димитрію Прогоні. Щодо себе він використовував титул princeps Arbanorum («правитель албанців»), що визнавали іноземні сановники. У листуванні з Інокентієм III, як princeps Arbanorum він претендував на землі між Шкодером, Призренем, Охридом і Дурресом (regionis montosae inter Scodram, Dyrrachium, Achridam et Prizrenam sitae). Саме Прогоні підняли князівство до його найвищого рівня. Площа контрольована князівством простягалася від долини річки Шкумбін до долини річки Дрин на півночі і від Адріатичного моря до Чорного Дрину на сході. Багато пізніших феодальних правителів Албанії претендували на той самий титул і представляли своє правління як продовження саме цієї держави. Першим це зробив Карл I Анжуйський, який прагнув легітимізувати Албанське королівство як нащадка держави Арбанонського князівства приблизно у 1272 році. Після смерті Димітрія Прогоні і до 1256 р. Арбанон було анексовано Візантійською імперією. У Димітрія не було синів, він залишив своїм наступником свого племінника Прогона із титулом протосебастоса Мірдіти.
Правління Прогона в районі Мірдіти, численні подібності між емблемою родини Прогоні знайденою в Гезіку та гербом пізнішої родини Дукаджіні та твердженнями самиї Дукаджіні про те, що вони були спадковими володарями Мірдіти та абатства Гезіку привело істориків до припущення, що ці два клани могли бути пов'язані між собою або навіть що Дукаджіні були нащадками Прогоні через протосебастоса Прогона.

## Члени
- Прогон (приб. 1190—1198), архонт Круї
  - Джин (приб. 1198—1208), володар Круї
  - Деметрій (приб.1208–1215/16), princeps Arbanorum («правитель албанців»), Мегас архон, пангіперсебастос
  - Прогон, протосебастос Мірдіти, син Джина[11]